# Les amigues de l'Àgata
Les amigues de l'Àgata és una pel·lícula catalana dirigida per Laia Alabart, Alba Cros, Laura Rius, Marta Verheyen, estrenada l'any 2015 i protagonitzada per Marta Cañas, Carla Linares, Elena Martín i Victòria Serra.
Es tracta del segon llargmetratge que sorgeix com a treball final de carrera del grau de Comunicació Audiovisual de la UPF, supervisat pels cineastes Isaki Lacuesta, Elias León Siminiani i el crític de cinema Gonzalo De Lucas i és el retrat d'un grup de noies de 20 anys realitzat a través de la mirada de l'Àgata durant el seu primer any d'estudis.

## Argument
L'Àgata ha començat a estudiar a la universitat, però segueix veient regularment les seves amigues de l'escola, amb les quals comparteix festes, intimitats, viatges, bromes i discussions. Un espai privat ple de records, que es confronta ara a les noves amistats de la facultat i als canvis que comença a descobrir en ella mateixa. Des de la seva vida a Barcelona fins a un viatge a la Costa Brava, on sentirà com es transforma el món que havia creat amb les seves amigues d'infància, la Carla, l'Ari i la Mar.

## Repartiment
- Marta Cañas: Ari
- Carla Linares: Mar
- Elena Martín: Àgata
- Victòria Serra: Carla

## Al voltant de la pel·lícula
Les amigues de l'Àgata es va començar a moure per festivals gràcies a un dels tutors, Elias Simiani, que va enviar la pel·lícula al crític Jordi Costa, programador del festival Abycine, que després de visionar-la va decidir incloure-la entre el films a competició. Poc després es va estrenar a Catalunya al Festival de Cinema d'Autor de Barcelona amb les entrades esgotades tres dies abans de la projecció.

## Premis i Nominacions
| Premi                                                       | Categoria                                      | Resultat   |
| ----------------------------------------------------------- | ---------------------------------------------- | ---------- |
| Premis Gaudí (2017)                                         | Millor pel·lícula en llengua catalana          | Nominada   |
| REC – Festival Internacional de Cinema de Tarragona         | Premi del Jurat Jove Menció especial del Jurat | Guanyadora |
| D'A – Festival Internacional de Cinema d'Autor de Barcelona | Premi del públic                               | Guanyadora |
| ABYCINE – Festival Internacional de Cine de Albacete        | Premi Abycine Indie                            | Guanyadora |